# 全日本学生新聞連盟
全日本学生新聞連盟（ぜんにほんがくせいしんぶんれんめい）は、1949年に全国の学生新聞会（「学新」と略称）が連盟して結成した組織で、1970年12月に開かれた第25回大会を最後に消滅したと考えられている。略称は「全学新」。

## 概要
全学新の結成には、当時の用紙不足解消の目的もあった。学生新聞が連盟し、用紙の割当て、広告の割当て等の事業を行いつつ、「闘う学生新聞」を標榜して創設された。当初は書記局を東京都千代田区神田三崎町におき、一橋新聞会が運営を担当した。その後東京教育大学新聞会に書記局を移した。1967年 11月23日から岐阜大学で開催された全学新23回全国大会で、書記局が専修大学新聞会に移った。1970年12月12日から京都大学で開かれた25回大会を最後に組織的な活動が消滅したと考えられている。
1960年代中葉まで、『連盟通信』、『クロニクル』を刊行し、各学新への情報提供も行った。毎年、全国大会や全国委員会を開催し、学生新聞の編集のあり方や、国際情勢・国内情勢の分析について議論し、学生新聞の編集権を守るために行動した。

## 共同デスク
広域取材が必要な場合は、「共同デスク」を組み、各学生新聞が分担して取材を行うこともあった。原水爆禁止世界大会では、1967年まで毎年共同デスクを組んで取材をしていた。
1967年11月12日の第二次羽田闘争では、「共同デスク」が組まれた。「一橋講堂」を本部として、多数の学生新聞が参加して分担取材が行われた。その前の10月8日の第一次羽田闘争では、自然発生的な「共同デスク」が組まれ、この日の機動隊による暴力をもってのデモ抑圧とそれがもたらした山崎博昭君の死に対しては、全学新としての抗議声明を出している。

## 全学新全国大会
- 第23回全学新大会は、1967年11月23日から3日間にわたって開催され、20回大会以来2年ぶりに、43学新の参加と23学新の委任状をもって成立した。22回大会全国執行委員会が提出した議案[4]と、東北大学新聞社・専修大学新聞会・電通大学新聞などが提出した対案をめぐって議論が行われた。11月25日の採決の結果、議案は賛成13・反対21・保留6で否決、対案は賛成24・反対9・保留6で可決された。委員長は専修大学新聞から、副委員長は東大駒場新聞・同志社大新聞から、書記長は電通大新聞から選出された[5]。
- 第24回全学新大会は、1968年12月に同志社大学構内で開催された[6]。
- 第25回全学新大会は、1970年12月12日から3日間にわたって京都大学構内で開催された[7]。